# Good for You
〈Good for You〉는 셀레나 고메즈의 노래이다. 두 번째 정규 앨범 《Revival》의 리드 싱글이다. 빌보드 핫 100 5위를 했으며, 미국 음반 산업 협회(RIAA) 인증 트리플 플래티넘 등급을 받은 곡이다.